# Turany nad Ondavou
Turany nad Ondavou é um município da Eslováquia, situado no distrito de Stropkov, na região de Prešov. Tem 9,6 km² de área e sua população em 2018 foi estimada em 366 habitantes.

## Demografia
| Ano:        | 1994 | 2004   | 2014   | 2024    |
| ----------- | ---- | ------ | ------ | ------- |
| Broj ljudi: | 409  | 402    | 388    | 345     |
| Razlika:    |      | -1,71% | -3,48% | -11,08% |

| Ano:               | 2023 | 2024   |
| ------------------ | ---- | ------ |
| Número de pessoas: | 347  | 345    |
| Diferença:         |      | -0,57% |